# 張開儒
張開儒（1869年6月1日—1935年7月7日）字藻林，雲南省東川府巧家厅（今巧家县）人，清末民初軍人，滇军领导人之一。

## 生平

### 清末至護国战争
1885年（光緒11年），張開儒中秀才。1901年（光緒27年），到昆明入五華書院学习。後入武備学堂学习軍事。
1904年（光緒30年），赴日本留学，先后入東京振武学校、陸軍士官学校。1905年（光緒31年）加入中国同盟会，参与刊行革命派的雑誌《民報》及《雲南》雑誌。1908年（光緒34年），毕业于陸士步兵科，归国任雲南陸軍講武堂教官兼提調。1911年（宣統3年）10月，为响应武昌起義，昆明的革命派举行重九起義，張開儒参加起义。
雲南軍政府成立后，張開儒任援川軍第1梯团副梯团長兼聯隊長（梯团長謝汝翼）。该军远征四川省支援当地的革命派。1913年（民国2年），任滇軍迤南边防第1旅上校旅長，驻開花（今文山市）。1915年（民国4年）12月，護国战争爆发，張開儒任護国軍第2軍第1梯团長（軍長李烈鈞），远征广西省、广東省。

### 護法战争之后
1916年（民国5年）6月，护国战争结束後，张开儒驻扎广东省韶关。同年，护国军第2军改编为滇军第3師、第4師，他任第3師師長，兼任南韶連镇守使。1917年（民国6年）9月，孙文在广州成立护法军政府，张开儒被非常国会选任为军政府陆军总長。他因为军饷等事，与李烈钧及桂系交恶，突于12月6日声言率第3师回云南，又抨击李烈钧“断送多数人之头颅，以成少数之功勋”。张开儒當选总長后，迟迟未有上任，但到了1918年（民国7年）2月，他宣布就职，因此与孙文的军政府关係日深。4月，唐继尧命令郑炳然接管张开儒部下第五军。5月4日，非常国会通過改组军政府，张开儒大力反对，5月12日，遭逮捕收监，他的秘書長崔文藻更于當夜被槍决。
1920年（民国9年）11月，随着旧桂系的主席总裁岑春煊失势，張開儒获释，被任命为護法滇軍总司令。但是，被粤軍陳炯明部解除了武装。1921年（民国10年）2月，孫文任命張開儒担任雲南北伐軍副总司令。
1922年（民国11年）3月，顧品珍遭到驱逐并战死，唐继尧回雲南重掌大权，張開儒率顧品珍余部赴广西柳州。同年6月，陳炯明同孫文決裂，張開儒率部赴广东讨伐陳炯明。途中，在广西桂平，張開儒的部下楊希閔夺取了張開儒的军权。
1923年（民国12年）4月，張開儒任孫文的陸海軍大元帥大本营参謀長。同年10月，改任参軍長，获授陸軍上将。1924年（民国13年）9月，任大本营高等顧問，不久辞任。此後赴澳门寓居。1927年（民国16年）回到昆明，任雲南省政府顧問，为云南省政府主席龙云建言。
1935年（民国24年）7月7日，張開儒在昆明逝世。享年67岁。